# دوري كرة القدم السلوفيني الدرجة الثانية 1994–95
دوري كرة القدم السلوفيني الدرجة الثانية 1994–95 (بالإيطالية: Druga slovenska nogometna liga 1994-1995)‏ هو الموسم 4 من دوري كرة القدم السلوفيني الدرجة الثانية ‏. أشرف على تنظيمه اتحاد سلوفينيا لكرة القدم، وكان عدد الأندية المشاركة فيه 16، وفاز فيه NK Šmartno ob Paki ‏.